# Steffen Lukas

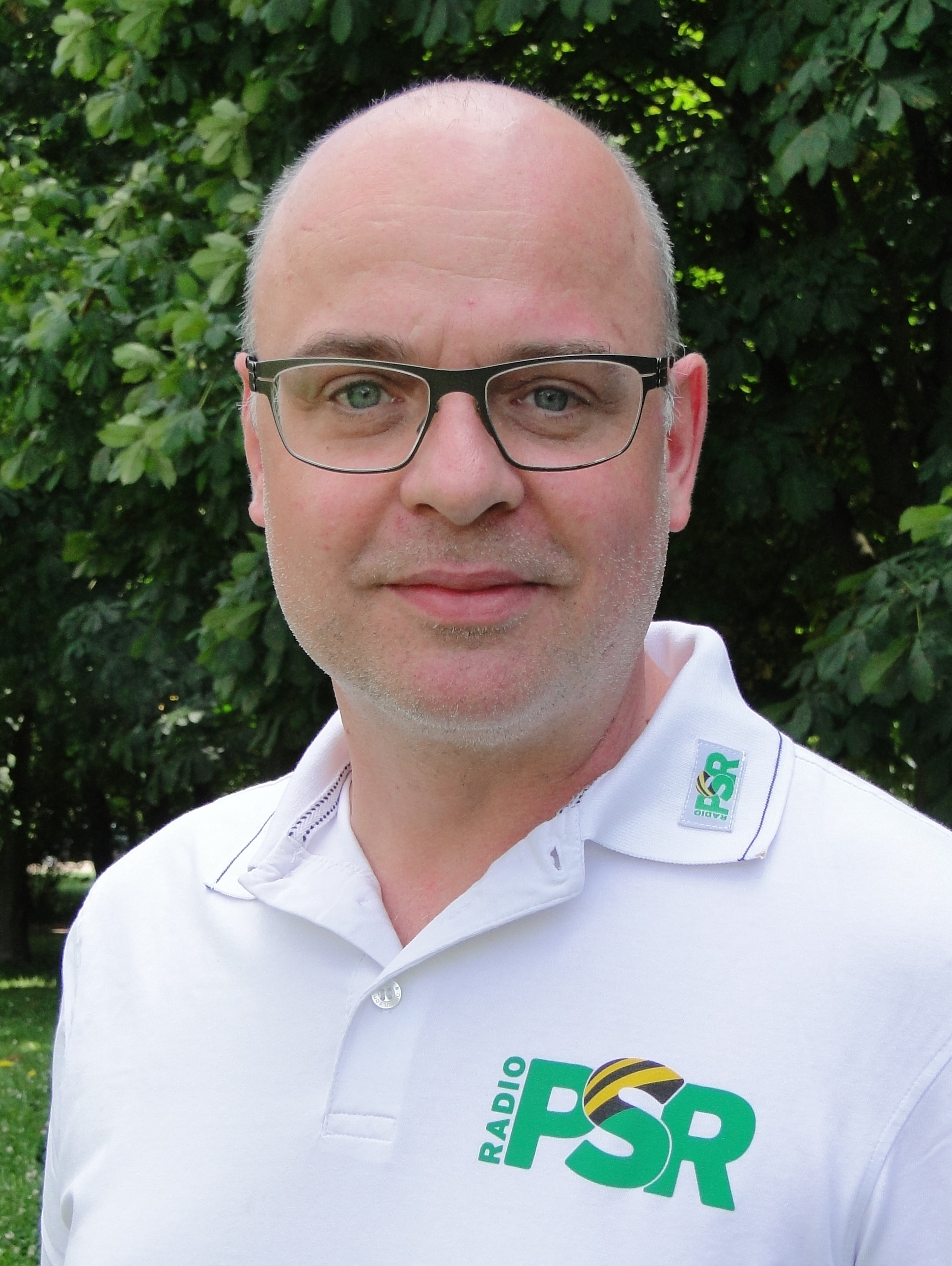
Steffen Lukas 2013

Steffen Lukas (* 12. November 1969 in Berlin) ist ein deutscher Radiomoderator beim Sender Radio PSR. Überregionale Bekanntheit erreichte er mit der Reihe „Sinnlos“-Telefon sowie den von ihm verkörperten Figuren „Opa Unger“ und „Harry Werner“.

## Leben

### Bei Radio PSR
Steffen Lukas wuchs in Karl-Marx-Stadt auf. Er absolvierte eine Lehre zum Agrotechniker und leistete ab 1988 seinen Wehrdienst in der Unteroffizierschule „Kurt Bennewitz“ in Delitzsch. Er war bis 1990 bei der NVA und ist Unterfeldwebel der Reserve. Ab 1990 arbeitete er als Roadie und war als DJ mit einer Mobildisko unterwegs. Er kam 1993 zu Radio PSR, wo er als Redakteur tätig war. Im September 1996 startete die Reihe „Sinnlos“-Telefon bei Radio PSR, in der Lukas fingierte Scherzanrufe tätigte. Jeden Samstag sendete Radio PSR drei Telefonate, wobei bereits 1997 bis zu 500.000 Zuhörer einschalteten. „Steffen Lukas hat diese Anrufe zu einem Markenzeichen des Senders entwickelt“, so die Sächsische Zeitung 1997. Lukas trat dabei unter anderem in der Figur des 84-jährigen vitalen, aber leicht schwerhörigen Rentners Opa Unger auf, wobei die Figur in kurzer Zeit populär wurde. Ab Februar 1997 tourte Lukas mit der Opa-Unger-Live-Show durch Sachsen. Im Frühjahr 1997 erschien die erste „Sinnlos“-Telefon-CD; bis 1998 hatten sich von den bis dahin erschienenen fünf Folgen rund 500.000 Exemplare verkauft, zwei Jahre später war bereits Folge 9 auf dem Markt, wobei rund eine Million Tonträger verkauft worden waren. Bis 2009 wurden 17 „Sinnlos“-Telefon-CDs veröffentlicht.
Nach dem Weggang von Böttcher und Fischer bei Radio PSR übernahm Lukas mit Peggy Schmidt im Februar 1998 als „Die Zwei von Sechs bis Neun“ das Morgenprogramm. Dabei trat er in verschiedenen Rollen, darunter Opa Unger, auf. Zudem wurde das „Sinnlos“-Telefon als fester Bestandteil in die Sendung aufgenommen, die jedoch bereits Anfang Mai 1998 abgesetzt wurde. Lukas moderierte ab da jeden Sonnabendvormittag die Sendung Sinnlos-Telefon-Show, bei der neben Opa Unger auch die Figuren Harry Werner und Wilfried Mollenbröder („sächselnder Ossi-Proll und rheinischer Besserwessi“) auftraten. Im Jahr 2001 erschien mit Opa Unger und dem sein Häuschen das erste Radio-PSR-Sinnlos-Hörspiel, bei dem Lukas fünf Personen einsprach. Im gleichen Jahr war Lukas neben Herbert Feuerstein und Wigald Boning Jurymitglied des ersten Deutschen Radio-Comedy-Preises.
Mit Jasmin Wiegand und Alex Buchwald bildete Lukas ab 2003 als Opa Unger das Team der Morgenshow Perfekt geweckt und moderierte in verschiedenen Figurenrollen die Sonnabendvormittagssendung von Radio PSR („Supersamstagvormittag“). Ab Herbst 2005 war er im Nachmittagsprogramm als Opa Unger zu hören und übernahm im Mai 2006 mit Claudia Schier (ab Ende 2006 Sibylle „Billy“ Wulff, ab Mitte 2008 Diana Schell und Rob Szymoniak, ab Anfang 2010 Diana Schell und Ulrich „Uli“ Müller, ab August 2010 Diana Holtorff und Uli Müller) die Radio PSR Morning-Show („Steffen-Lukas-Show“). Von Januar bis März 2007 sorgte die Steffen-Lukas-Show für besonderes Aufsehen, als mit einer Million Euro Preisgeld der größte Radiojackpot Deutschlands ausgespielt wurde. Im gleichen Jahr entstand vor dem Hintergrund des Streits um die Dresdner Waldschlösschenbrücke die von Lukas gesprochene neue Figur „Hufi Hufeisennase“, die unter anderem mit Merchandisingprodukten („Baby-Kollektion“) sowie einem eigenen Lied (Ulrike, komm’ zurück!) vermarktet wurde.
Von Dezember 2011 bis März 2013 wurde die Steffen-Lukas-Show durch eine neue Morning-Show („Die Guten-Morgen-Macher“) ersetzt, was für Hörerkritik sorgte. Seit März 2013 läuft erneut die Morgensendung „Steffen-Lukas-Show“ mit Steffen Lukas, Karolin Ficiolka (Verkehrsnachrichten), Claudia Switala (Wetter) und Hajo Wilken (Nachrichten). Bis Dezember 2014 moderierte Lukas dabei zusammen mit Kati Huhn; seit Januar 2015 moderieren beide nur noch am Samstag gemeinsam die Morgensendung; die Morning-Show moderiert Lukas seither mit Claudia Switala.
Nachdem Lukas bereits 2016 mit dem Deutschen Radiopreis für die Steffen-Lukas-Show in der Kategorie Beste Comedy ausgezeichnet wurde, gewann er Ende September 2019 den Deutschen Radiopreis als Bester Moderator. Die Jury befand in ihrer Begründung, dass Lukas „die Hörer humorvoll, stilsicher, mit Haltung und mit wunderbar sächsischem Einschlag in den Tag“ begleite. Die Morgensendung sei „eine Institution – mit einem Moderator, der spontan geblieben ist und immer noch mit hörbar großer Freude und diversen Sachsensongs die Primetime des Leipziger Radiosenders gestaltet“. Auch im Jahre 2021 wurde Steffen Lukas mit dem Deutschen Radiopreis ausgezeichnet – gemeinsam mit seiner Kollegin Claudia Switala gewann er den Preis in der Kategorie Beste Morgenshow. Seit dem 20. August 2024 moderiert Steffen Lukas den Nachmittag bei Radio PSR.

### Weitere Aktivitäten
Mit Texter Max Reeg arbeitete Lukas ab 2002 an seinem ersten Album Sommer in Borna; die erste Single Schneise erschien 2002, das Album folgte Anfang 2003.
Mit Jörg Maaß und Maximilian Reeg konzipierte Lukas 2003 anlässlich Kurt Schwitters’ 55. Todestag die Literatur-Performance und Schwitters-Hommage Die Mitte ist der Anfang vom Ende, die im Januar und Juni 2003 in Leipzig aufgeführt wurde. Im Oktober 2003 war Lukas in der von Max Reeg inszenierten Komödie Ritter Unkenstein von Karl Valentin als Ritter Heinrich auf der Bühne zu sehen; das Stück erlebte im Rahmen der Leipziger Lachmesse auf der Moritzbastei seine Premiere. Mit Christoph Hohmann, Heidi Ecks und Max Reeg stand Lukas 2005 für den Kurzfilm Der Krake von Christoph Graebel und Thomas Podhostnik vor der Kamera, der im Januar 2006 auf dem 27. Filmfestival Max Ophüls Preis Saarbrücken gezeigt wurde. Im Jahr 2008 nahm er an einer Brecht-Lesung Brecht ruft 110 teil und war im März 2012 einer der Vortragenden im Rahmen der Karl-May-Lesung von Der Ölprinz auf der Moritzbastei.
Mit Tobias Künzel und Max Reeg arbeitete Lukas ab 2009 am Karl-Marx-Musical Comeback! Das Karl-Marx-Musical, das am 2. November 2013 im Plauener Vogtlandtheater seine Premiere erlebte. Zudem tritt er mit seiner siebenköpfigen Band „Steffen Lukas und das Plattenbauorchester“ als Sänger auf.
Weitere Bekanntheit erlangte der Moderator im Juli 2014 mit seiner Parodie des Lieds Atemlos durch die Nacht (Textfassung der Parodie: Maximilian Reeg) zur Fußball-Weltmeisterschaft 2014, deren Abruf auf YouTube vom Musikverlag Helene Fischers untersagt wurde. Radio PSR meinte hingegen, für eine Parodie brauche man nicht nachfragen, andere 40 Parodien hätten auch keine Probleme verursacht, und brachte mit Steffen Lukas 2016 eine neue Version heraus, die bisher (2021) unangefochten blieb.

### Privates
Lukas lebt seit 1994 in Leipzig. Er ist in zweiter Ehe verheiratet und hat zwei Kinder.

## Diskografie (Auswahl)
- 1997–2009: Radio PSR – Sinnlos-Telefon Best of, Vol. 1–17
- 2001: Opa Unger und dem sein Häuschen (1. Radio-PSR-Sinnlos-Hörspiel, mit Max Reeg)
- 2002: Schneise (Single, als „Steffen Lukas und die Forensiker“, mit Max Reeg)
- 2003: Sommer in Borna (Album, als „Steffen Lukas und die Forensiker“)
- 2004: Opa Unger und dem sein Gespenst (2. Radio-PSR-Sinnlos-Hörspiel, mit Max Reeg, u. a. mit der Figur „Polizeihauptobermeister Fichtner“)
- Seit 2009: Die kleine Schnecke Monika Häuschen (Hörspielreihe von Kati Naumann, produziert von  Tobias Künzel; als Sprecher)

## Auszeichnungen
- 2000: Medienpreis der Polizeigewerkschaft im Deutschen Beamtenbund  für „Opa Unger“[29]
- 2007: Goldene Rose des Förderkomitees Leipziger Karneval für „Opa Unger“
- 2016: Deutscher Radiopreis für die Steffen-Lukas-Show, Kategorie Beste Comedy
- 2019: Deutscher Radiopreis in der Kategorie Bester Moderator
- 2020: Deutscher Radiopreis in der Kategorie Beste Morning Show[30]